# ジャーン・カルロ・ウィッテ
ジャーン・カルロ・ウィッテ（Jean Carlo Witte、1977年9月24日 - ）は、ブラジル出身の元サッカー選手。ポジションはディフェンダー（DF）。ドイツ移民 (German Brazilian) の3世で、幼少時のニックネームは「アレモン（ドイツ人）」。

## 来歴
7歳でサッカーを始める。11歳の時に地元サンタカタリーナ州ブルメナウのサッカークラブに加入、当時のポジションは攻撃的ミッドフィールダーだった。15歳の時に親元を離れてサンパウロ州サントスに住む親戚の下に下宿し、サントスFCの下部組織に加入した。
1995年、17歳でサントスのトップチームデビューを果たし、同年の全国選手権準優勝に貢献。1996年にはU-20ブラジル代表に選出され、翌年の南米ユース選手権を勝ち抜き、ワールドユースに出場した。1999年にはU-22ブラジル代表としてシドニーオリンピック予選を戦い、A代表デビューも果たしている。2000年、サントスはジャーンとポジションの重なるマルシオ (Marcio Santos) 、ガウヴァン (Carlos Galván) らを補強。ジャーンは出場機会を確保するため移籍を志願し、ECバイーアへのレンタル移籍が決まった。
バイーアでの活躍がJリーグ・FC東京の目に留まり、2002年より同クラブへ移籍。同年のJ1第1節鹿島戦でJリーグデビュー。同シーズン後半からは茂庭照幸とセンターバックでコンビを組む機会が増え、日本のサッカー、習慣にも徐々に適応しレギュラーとして出場を続けた。2003年には空中戦の強さと激しいマーク、茂庭らとの好連携からJ1全クラブの中での最小失点を記録。堅守を築き2004年にはJリーグ優秀選手賞を受賞した。また、この年のヤマザキナビスコカップでは前半中に2度の警告を受けて退場してしまったが「ジャーンのために」という気持ちでチームが結束し 優勝を果たした。2005年にはリーグ戦全試合にフル出場。2006年のリーグ戦終了後にFC東京を退団した。
日本国内でのプレー続行を希望し、2007年よりJ2・湘南ベルマーレへ完全移籍。湘南では移籍1年目からキャプテンを務めチームを牽引。2009年シーズンは自己最多の49試合出場、6得点を記録。サントス在籍時の同僚であったアジエルと共にチームのJ1昇格に大きく貢献した。2010シーズンは開幕戦で得点を奪い、安定したパフォーマンスを見せたがシーズン中に足首を負傷。回復が思わしくないことから、シーズン終了を前に退団が発表されブラジルへ帰国することになった。
現役続行に意欲を見せ、ブラジルでのプレーを模索するも契約に至らず、現役を引退。引退後はサッカー選手の代理人を務めている。

## エピソード
- 好きな食べ物はシュラスコ[4]と味噌ラーメン。
- 2009年、湘南はクラブ改称後の公式戦通算500得点達成に際して、サポーター向けに500点目を挙げる選手を予想する企画を実施していたが[21]、ジャーンは「499点目が僕で、500点目がアジエルかな」と予想[22]。アジエルも「ジャーンが499点目、ボクが500点目」と自らの得点を宣言していたところ[23]、第7節東京V戦でそれぞれが得点を挙げ[24] 予想を的中させた[25]。
- 自身が経営する「Auto Posto Blu」は、地元ブルメナウのサッカークラブ「CAメトロポリターノ (Clube Atlético Metropolitano) 」のユニフォームスポンサーとなっている[26][27]。

## 所属クラブ
ユース経歴
- サントスFC ジュベニール
- サントスFC ジュニオール

プロ経歴
- 1994年  ブルメナウEC (Blumenau Esporte Clube) [5][27]
- 1995年 - 2000年  サントスFC
  - 2000年 - 2001年  ECバイーア (レンタル)
- 2002年 - 2006年  FC東京
- 2007年 - 2010年  湘南ベルマーレ

## 個人成績
| 国内大会個人成績 | 国内大会個人成績 | 国内大会個人成績 | 国内大会個人成績 | 国内大会個人成績 | 国内大会個人成績 | 国内大会個人成績 | 国内大会個人成績 | 国内大会個人成績 | 国内大会個人成績 | 国内大会個人成績 | 国内大会個人成績 |
| 年度             | クラブ           | 背番号           | リーグ           | リーグ戦         | リーグ戦         | リーグ杯         | リーグ杯         | オープン杯       | オープン杯       | 期間通算         | 期間通算         |
| 年度             | クラブ           | 背番号           | リーグ           | 出場             | 得点             | 出場             | 得点             | 出場             | 得点             | 出場             | 得点             |
| ブラジル         | ブラジル         | ブラジル         | ブラジル         | リーグ戦         | リーグ戦         | ブラジル杯       | ブラジル杯       | オープン杯       | オープン杯       | 期間通算         | 期間通算         |
| ---------------- | ---------------- | ---------------- | ---------------- | ---------------- | ---------------- | ---------------- | ---------------- | ---------------- | ---------------- | ---------------- | ---------------- |
| 1995             | サントス         |                  | セリエA          | 13               | 1                |                  |                  |                  |                  |                  |                  |
| 1996 (pt)        | サントス         |                  | サンパウロ州1部  |                  |                  |                  |                  |                  |                  |                  |                  |
| 1996             | サントス         |                  | セリエA          | 13               | 0                |                  |                  |                  |                  |                  |                  |
| 1997 (pt)        | サントス         |                  | サンパウロ州1部  |                  |                  |                  |                  |                  |                  |                  |                  |
| 1997             | サントス         |                  | セリエA          | 18               | 2                |                  |                  |                  |                  |                  |                  |
| 1998 (pt)        | サントス         |                  | サンパウロ州1部  |                  |                  |                  |                  |                  |                  |                  |                  |
| 1998             | サントス         |                  | セリエA          | 17               | 1                |                  |                  |                  |                  |                  |                  |
| 1999 (pt)        | サントス         |                  | サンパウロ州1部  |                  |                  |                  |                  |                  |                  |                  |                  |
| 1999             | サントス         |                  | セリエA          | 10               | 1                |                  |                  |                  |                  |                  |                  |
| 2000 (pt)        | サントス         |                  | サンパウロ州1部  |                  |                  |                  |                  |                  |                  |                  |                  |
| 2000             | バイーア         |                  | セリエA          | 22               | 3                |                  |                  |                  |                  |                  |                  |
| 2001 (pt)        | バイーア         |                  | バイーア州1部    |                  |                  |                  |                  |                  |                  |                  |                  |
| 2001             | バイーア         |                  | セリエA          | 16               | 1                |                  |                  |                  |                  |                  |                  |
| 日本             | 日本             | 日本             | 日本             | リーグ戦         | リーグ戦         | リーグ杯         | リーグ杯         | 天皇杯           | 天皇杯           | 期間通算         | 期間通算         |
| 2002             | FC東京           | 3                | J1               | 27               | 1                | 6                | 0                | 1                | 0                | 34               | 1                |
| 2003             | FC東京           | 3                | J1               | 29               | 2                | 6                | 1                | 1                | 0                | 36               | 3                |
| 2004             | FC東京           | 3                | J1               | 26               | 3                | 8                | 3                | 2                | 1                | 36               | 7                |
| 2005             | FC東京           | 3                | J1               | 34               | 0                | 6                | 0                | 1                | 0                | 41               | 0                |
| 2006             | FC東京           | 3                | J1               | 25               | 3                | 6                | 0                | 0                | 0                | 31               | 3                |
| 2007             | 湘南             | 3                | J2               | 37               | 3                | -                | -                | 1                | 0                | 38               | 3                |
| 2008             | 湘南             | 3                | J2               | 23               | 2                | -                | -                | 1                | 0                | 24               | 2                |
| 2009             | 湘南             | 3                | J2               | 49               | 6                | -                | -                | 0                | 0                | 49               | 6                |
| 2010             | 湘南             | 3                | J1               | 15               | 1                | 0                | 0                | 0                | 0                | 15               | 1                |
| 通算             | ブラジル         | ブラジル         | セリエA          | \|109            | 9                |                  |                  |                  |                  | 109              | 9                |
| 通算             | ブラジル         | ブラジル         | サンパウロ州1部  | 48               | 2                |                  |                  |                  |                  |                  |                  |
| 通算             | ブラジル         | ブラジル         | バイーア州1部    | 18               | 2                |                  |                  |                  |                  |                  |                  |
| 通算             | 日本             | 日本             | J1               | 156              | 10               | 32               | 4                | 5                | 1                | 193              | 15               |
| 通算             | 日本             | 日本             | J2               | 109              | 11               | -                | -                | 2                | 0                | 111              | 11               |
| 総通算           | 総通算           | 総通算           | 総通算           | \|374            | 30               | 32               | 4                | 7                | 1                | 413              | 35               |

- 1995年08月19日：カンピオナート・ブラジレイロ初出場 - vsCRヴァスコ・ダ・ガマ
- 2002年03月02日：Jリーグ初出場 - J1 1st第1節 vs鹿島アントラーズ (東京)[2]
- 2002年10月19日：Jリーグ初得点 - J1 2nd第9節 vsヴィッセル神戸 (国立)[2]
- 2005年07月23日：J1・100試合出場 - J1第18節 vsヴィッセル神戸 (国立)
- 2009年09月27日：J2・100試合出場 - J2第42節 vsコンサドーレ札幌 (札幌厚別)

## 代表歴
- U-20ブラジル代表
  - 1997年 - 南米ユース選手権
  - 1997年 - FIFAワールドユース選手権
- U-22ブラジル代表
  - 1999年 - シドニーオリンピック南米予選
- ブラジル代表

## タイトル
クラブ
- トルネイオ・リオ＝サンパウロ (en)  (1997年)
- コパCONMEBOL (1998年 (en) [5])
- カンピオナート・バイアーノ (2001 (pt) )
- Jリーグカップ (2004年)

個人
- Jリーグ優秀選手賞 (2004年[8])